# Conseil supérieur de la santé
Pour les articles homonymes, voir CSS.
En Belgique, le Conseil supérieur de la santé (CSS) est l’organe d’avis scientifique du Service Public Fédéral Santé publique, Sécurité de la Chaîne alimentaire et Environnement. Cet organe créé en 1849 a été réformé en profondeur en 2007,.

## Mission
Le Conseil supérieur de la santé a, depuis ses origines en 1849, toujours eu pour vocation d’appuyer les autorités belges dans le domaine de la santé publique. Ce rôle consultatif – qui s’est considérablement étoffé au fil des époques – repose sur le travail d’équipes de scientifiques évoluant dans les plus hautes sphères de leurs disciplines.
Le Conseil a pour mission de garantir et d’améliorer la santé publique en formulant des avis scientifiques afin de guider les décideurs politiques et les professionnels de la santé. Grâce à son réseau d’experts et ses collaborateurs internes, le Conseil se base sur une évaluation multidisciplinaire de l’état actuel de la science pour émettre des avis impartiaux et indépendants. Le Conseil élabore ses avis sur demande ou de sa propre initiative et les publie.
Sa vision : "En phase avec l’actualité de la santé publique, le Conseil constitue un centre d’excellence scientifique. Les autorités et les professionnels de la santé reconnaissent le Conseil pour la qualité de sa contribution à leurs tâches. Dans un climat stimulant et valorisant, ses experts et son personnel développent et communiquent ses activités chaque jour davantage".
Ses valeurs: "Science – Expertise – Qualité – Indépendance – Impartialité – Transparence".

## Compétences
Le Conseil Supérieur de la Santé est compétent pour toutes les questions relatives à la santé publique, lesquelles ont été regroupées sous différents domaines d'activité.
- Santé mentale: comportement, assuétudes, facteurs psychosociaux de santé publique, formation de professionnels, psychothérapie, etc.
- Facteurs biologiques:
  - sang et dérivés sanguins, sécurité de la transfusion sanguine ;
  - cellules, tissus et organes d'origine humaine et animale, sécurité et conservation lors de la transplantation ;
  - vaccination ;
  - maîtrise des infections durant les soins, infectiologie, etc.
- Facteurs physiques environnementaux:
  - radiations ionisantes et radioprotection ;
  - rayonnement non ionisant, nuisances sonores et bruit, etc.
- Facteurs chimiques environnementaux: agents chimiques, polluants, biocides et pesticides, etc.
- Nutrition, alimentation et santé : novelfoods, compléments alimentaires, recommandations nutritionnelles, etc.
- Microbiologie des aliments et de sécurité alimentaire
- Cosmétologie et appareils cosmétiques
- Public Health Genomics (Génomique en relation avec la santé publique)

Le programme de travail 2014 donne un aperçu des activités d'expertise scientifique et d'analyse du risque qui seront entreprises par le Conseil Supérieur de la Santé pendant la période allant du premier janvier au 31 décembre 2014. De plus amples informations sur l'institution sont également disponibles dans son rapport annuel 2012 et 2013.

## Fonctionnement
Le  Conseil Supérieur de la Santé formule des avis aussi bien de sa propre initiative qu’à la demande du ministre de la Santé publique, de ses collaborateurs ou de son administration. Le Conseil travaille selon un système de groupes de travail où siègent des experts. Il existe des groupes de travail permanents, qui se penchent sur des avis de routine, et des groupes de travail ad hoc.
En matière de communication, le  Conseil Supérieur de la Santé a opté pour une politique de transparence, qui s’inscrit dans le cadre d’un nouveau style maison. Tous les avis sont rendus publics – à l’exception des avis confidentiels – et peuvent être consultés sur le site internet du Conseil.

## Organisation
Le  Conseil Supérieur de la Santé peut faire appel aux connaissances de 200 experts officiellement nommés en son sein, mais peut également inviter des experts externes. En 2015, le Conseil dispose ainsi d’une réserve de 1250 experts belges et étrangers, répartis sur l’ensemble des établissements scientifiques du pays. Les experts officiels sont nommés pour un mandat de six ans, renouvelable.
Quarante des experts nommés composent le Collège, lequel détermine les experts qui seront invités à participer aux groupes de travail et est responsable du bon déroulement des activités de ces groupes. C’est également le Collège qui  valide les avis, recommandations et rapports approuvés par les groupes de travail. Le mandat des membres du Collège est de trois ans et peut être renouvelé deux fois. Un tiers du Collège est remplacé tous les trois ans. Le Collège est présidé par le président du  Conseil Supérieur de la Santé et par deux vice-présidents. Le Collège se réunit une fois par mois.
Le Bureau, qui se compose du président du  Conseil Supérieur de la Santé, des deux vice-présidents, du coordinateur, du coordinateur scientifique et du secrétaire administratif, se réunit toutes les deux semaines pour discuter du fonctionnement quotidien du Conseil.
Le secrétariat scientifique apporte son soutien aux experts dans l’exécution des tâches scientifiques, en concertation avec le secrétariat administratif qui gère les tâches administratives.

## Transparence des intérêts et gestion desConflits d'intérêtspotentiels des experts
Sous l'impulsion du Conseille 20 février 2014, le Moniteur Belge a publié les dispositions de la « Loi visant à renforcer la transparence, l'indépendance et la crédibilité des décisions prises et avis rendus dans le domaine de la santé publique, de l'assurance maladie, de la sécurité de la chaîne alimentaire et de l'environnement », qui avait été adoptée par le parlement le 17 juillet 2013. Pour plus de détails sur la philosophie générale et les procédures qui ont guidé la promulgation de la législation belge : Position Paper du Conseil publié le 7 novembre 2012. Le Conseil a d'ailleurs été le premier organe d'avis scientifique belge indépendant à rendre public, sur son site web, les déclarations d'intérêts de ses experts et tente, à l'heure actuelle, de généraliser ses procédures à l'ensemble des autres institutions belges.[réf. nécessaire]

## Le CSS en chiffres
- Évolution du nombre d'avis entrants-sortants-encours pris en charge par le CSS : Figure 1

- Répartition des avis 2013 par domaines d'activités : Figure 2

## Certification HON
Fin 2013, le site internet du Conseil Supérieur de la Santé a reçu le certificat HON délivré par la Fondation Health On the Net (HON).[réf. nécessaire]

## European Science Advisory Network for Health (EuSANH)
Par l’intermédiaire du réseau EuSANH, le  Conseil Supérieur de la Santé joue un rôle significatif dans le développement  de la politique de santé européenne. Depuis le 1er février 2009, le  Conseil Supérieur de la Santé collabore d’ailleurs avec 11 autres conseils consultatifs nationaux. Le but est, à terme, de permettre, via ce réseau européen, l’échange d’ordres du jour et d’avis ainsi qu'une éventuelle collaboration  à l’élaboration d’avis communs pour une politique de santé européenne plus efficace.